# أنطون لانغ
أنطون لانغ (بالإنجليزية: Anton Lang)‏ هو أحيائي أمريكي، ولد في 18 يناير 1913 في سانت بطرسبرغ في روسيا، وتوفي في 24 يونيو 1996 في أوكسفورد في الولايات المتحدة.